# Euploea mangolinella
Euploea mangolinella är en fjärilsart som beskrevs av Embrik Strand 1914. Euploea mangolinella ingår i släktet Euploea och familjen praktfjärilar. Inga underarter finns listade i Catalogue of Life.